# Cristianismo liberal
El cristianismo liberal (liberale Theologie, también theologischer Liberalismus o liberalismo teológico) es un movimiento de investigación surgido en el seno de la teología protestante que se desarrolló principalmente en Alemania durante el siglo XIX. Al lado de la teología restaurativa (restaurative Theologie) y la teología de la mediación (Vermittlungstheologie), la teología liberal constituye la tercera corriente teológica decimonónica con más incidencia. Se podría decir incluso que en lo que atañe a la teología, el siglo XIX fue liberal. Con raíces que se hunden en el espíritu de una época marcada por la ilustración y el historicismo, la irrupción de la teología liberal supuso una serie de contribuciones importantes a la exégesis bíblica, a la crítica histórica del dogma y, con ello, dejó programáticamente establecida la agenda de la discusión teológica contemporánea.

## Supuestos generales
La teología liberal no tuvo, en cuanto movimiento, una fisonomía claramente unitaria, pero al menos pueden distinguirse una serie de rasgos distintivos comunes y una meta bastante clara: colocar a la teología dentro de los cánones del humanismo moderno, de la ciencia y de la crítica histórica, y en conjunción con esto, abjurar de toda dependencia respecto de dogmas fundamentalistas, de tradiciones eclesiales asumidas autoritariamente y de contenidos meramente fideístas. En el fondo, de lo que se trataba era de esclarecer el cristianismo desde un punto de vista moderno.
Las consignas básicas de la teología liberal son asimismo el insertar a la Iglesia en la cultura y sobre todo el secularizar los contenidos mitológicos del cristianismo (lo que, consecuentemente, implicaba el desmitologizarlos), a saber, todos aquellos contenidos de la fe cristiana (por ejemplo, los relatos de eventos milagrosos que a todas luces disputan contra las leyes férreas de las ciencias naturales) que resultan inaceptables para un hombre moderno con cierto grado de educación y cultura. Se trataba de mantener una fe cristiana actual que no implicara de suyo el sacrificium intellectus. La teología liberal es, pues, una corriente típicamente moderna y, en este sentido, saca provecho de las consecuencias más extremas de la ilustración y de la crítica de la superstición y del dogmatismo acrítico, que fueron por antonomasia las banderas izadas por la crítica del supernaturalismo tan sintomático de la modernidad que se apegaba al lema de Kant: Sapere Aude!
La designación "teología liberal", por lo demás, aparece por primera vez en Institutio ad doctrinam Christianam liberaliter discendam de J. S. Semler (1725-1791) y se convirtió en una expresión consuetudinaria y bastante extendida en su uso a mitad del siglo XIX (también en el siglo XX si bien, en este caso, para mentar un movimiento que debía de ser atacado y superado). Pero es claro que como tal encuentra su antecedente en aquella libertad de conciencia (Gewissensfreiheit) que Martín Lutero reclamaba para el cristianismo en su crítica de la autoridad dogmática del catolicismo. En este sentido, la teología liberal es una consecuencia extrema de la libertad hermenéutica surgida a partir de la asunción de ciertos postulados de la reforma protestante (como el sacerdocio universal del creyente) y, por ello, no resulta extraño que haya sido Alemania el lugar donde la teología liberal floreció con más naturalidad.
Como figuras fundantes, suele contarse también al deísta Hermann Samuel Reimarus y a Gotthold Ephraim Lessing (quien, por cierto, se atrevió a publicar los controvertidos fragmentos de Reimarus), y Friedrich Schleiermacher, el autor de unos famosos discursos Sobre la religión (Über die Religion. Reden an die Gebildeten unter ihren Verächtern, 1799) suele ser denominado el 'padre de la teología liberal' (Vater der liberalen Theologie). En efecto, el año 1799 se considera la fecha fundante de la teología liberal, precisamente por la publicación de los mencionados discursos de Schleiermacher, dirigidos - según reza el subtítulo de la obra - a los menospreciadores cultivados de la religión.
La teología liberal se nutre de la ilustración y toma de ella la confianza en la razón y el progreso, y del idealismo, aprovecha el camino hacia la interioridad y la idea de la libertad religiosa. De tal forma, emplaza la crítica bíblica y dogmática dentro de los cánones ilustrados, saluda el criticismo kantiano, lo mismo que el subjetivismo de Schleiermacher y la filosofía histórico-especulativa de la religión de Georg Wilhelm Friedrich Hegel. A partir de estos supuestos, se erige lo que bien podría denominarse la pregunta central de la teología liberal: ¿Cómo es posible hacer comprensible la verdad de la fe cristiana en términos del pensamiento moderno? El pensamiento moderno se siente extrañado respecto de una visión del mundo básicamente mitológica y antigua. Hace falta, por ello, una suerte de traducción, de modo que se comprenda aquello esencial del cristianismo que aún queda por más que se deba renunciar a ciertos contenidos fideístas inaceptables. En esto la influencia de Schleiermacher es notable, puesto que en sus discursos la religión no aparece como un saber o algún tipo de conocimiento de verdades dogmáticas, ni tampoco como alguna acción que deba ser efectuada, sino como provincia exclusiva del sentimiento (Gefühl). En su Glaubenslehre (1821), en efecto, Schleiermacher había definido la religión como «el sentimiento de dependencia incondicional» (Gefühl der schlechthinnigen Abhängigkeit); definición que, sin duda, significa un cambio bastante marcado de dirección en comparación con la dogmática tradicional, puesto que las proposiciones doctrinales pretendidamente objetivas del saber teológico se convierten ahora en proferencias de fe que son del dominio exclusivo de la experiencia religiosa. Así, la influencia de Schleiermacher, como lo demuestra su designación de "Padre de la Iglesia del siglo XIX" (pace Karl Barth), es enorme. El último defensor de esta teología del sentimiento fue el teólogo de la Universidad de Marburgo, Wilhelm Herrmann (1846-1922), quien también fuera uno de los profesores de Rudolf Bultmann y de Karl Barth.
No obstante, ni Schleiermacher ni los teólogos influenciados por Hegel se llamaban a sí mismos teólogos liberales. La voz 'teología liberal' llegó entrado el siglo XIX de la mano de los racionalistas tardíos, que también entretuvieron ideas políticas de naturaleza más liberal. Por ello, es dable pensar que la teología liberal pertenece a un espectro de ideas más amplio: aquel que buscaba un protestantismo cultural (Kulturprotestantismus) más acorde con los tiempos, de la misma forma que con la idea de una nueva nación. En este respecto, la teología liberal obedece al ideal de secularizar la religión; algo que, según las pretensiones de la época, coadyuvaría con la secularización del mismo estado.

## Fases de la teología liberal
La primera fase de la teología liberal se caracteriza por la crítica encarnizada del dogma y de los textos bíblicos, y esto de la mano de la filosofía especulativa del idealismo alemán (sobre todo, por influencia de la filosofía de la religión de Hegel). En la segunda fase el filósofo central es Kant por el influjo de la teología de Albrecht Ritschl, mientras que en la tercera fase la 'escuela de la historia de la religión' (religionsgeschichtliche Schule) se convierte en la dirección investigativa principal. Estas 'fases' de la teología liberal, desde luego, no pueden distinguirse estrictamente dado que no se trata de compartimentos estancos, ni mucho menos. Lo usual es que las fases se hallen yuxtapuestas y mezcladas. Tampoco pueden delimitarse nítidamente respecto de la teología de la mediación (Vermittlungstheologie)y del librepensamiento.

### Crítica bíblica y crítica del dogma
Ferdinand Christian Baur (1782-1860), cuenta como el fundador de esta fase y como el seguidor más destacado de J. S Semler (1725-1791). Para Baur, el fundador de la Escuela de Tubinga, los epítetos 'histórico' y 'crítico' significan exactamente lo mismo, es decir, remitirse a los textos bíblicos con una actitud histórica significa, al mismo tiempo, ser crítico respecto de los textos que son el objeto de estudio. El método histórico y filológico que se utiliza para investigar textos antiguos profanos debe ser también utilizado, y de la misma forma, con los textos sagrados.
Tanto Baur, como la Escuela de Tubinga, dependen filosóficamente de las contribuciones de Hegel y, en general, del historicismo decimonónico. Tan radical como Baur fue su principal discípulo, David Friedrich Strauß (1808-1874). En su Leben Jesu (1835), Cristo es presentado como la misma encarnación de la idea de Cristo. Para Strauß, el dogma no es ninguna verdad revelada divinamente, sino que ha surgido históricamente y por tanto debe ser, de la misma forma, investigado por medio del método histórico y crítico. En este respecto, según reza la afamada citación de Strauß, «la verdadera crítica del dogma no es más que su historia» (Die wahre Kritik des Dogmas ist seine Geschichte).
El influjo de Strauß es bastante ingente, tomando en cuenta que puede ser considerado el fundador de la investigación de la búsqueda del Jesús histórico (Leben-Jesu-Forschung). Para teólogos posteriores que trabajaron bajo la influencia de Strauß, una investigación verdaderamente histórica de la vida de Jesús no podía derivarse solamente del estudio de los evangelios. Así pensaron Franz Overbeck (1837-1905), William Wrede (1859-1960), Rudolf Bultmann (1884-1976) y Albert Schweitzer (1875-1965), para quienes una comprensión adecuada de los textos bíblicos implicaba de suyo una familiarización con otros textos antiguos.
La crítica histórica del dogma y de los textos bíblicos permaneció como la dirección dominante dentro de la teología liberal hasta mitad del siglo XIX.

### Ritschl, Herrmann, von Harnack
Si bien la Escuela de Tubinga estuvo sobre todo influenciada por Hegel, la teología liberal de finales del siglo XIX y principios del siglo XX se nutrió, sobre todo, de fuentes kantianas. Esto, claro está, es coincidente con el hundimiento del idealismo alemán (que implicó la desconfianza en los sistemas idealistas metafísicamente fundados) y con el surgimiento correlativo del neokantismo.
En esta fase, es de gran importancia e influencia Albrecht Ritschl (1822-1889), quien quebró con la teología de la Escuela de Tubinga. Para Ritschl, el llamado de Cristo consiste en fundar el reino de Dios en 'el más acá', y esta fundación debe comprenderse como el verdadero propósito de la historia. Aquí hay una afinidad notable con la creencia en el progreso típicamente decimonónica y con ideas de Baur.
Wilhelm Herrmann (1846-1926), aunque tuvo acentuaciones y acuñaciones propias, siguió expandiendo la influencia de Ritschl. En especial, porque en su teología, Cristo era descrito como un caso ejemplar de moralidad, y porque los efectos de la fe deberían reflejarse de la misma forma en la moralidad de la sociedad. Rudolf Butlmann, un estudiante de Herrmann y luego famoso profesor en Marburgo, muestra cierta influencia herrmanniana en su teología kerigmática (Kerygma-Theologie), por lo cual, y con razón, suele categorizarse a Bultmann bajo el marbete de teólogo neoliberal. Para Bultmann, el encuentro con Dios no aporta ninguna mostración del Jesús histórico, sino solo un encuentro con la proclamación de Jesús, la cual provee una nueva comprensión de lo que significa liberarse del mundo (Entweltlichung)). En cualquier caso, se trata siempre de reinterpretar el evangelio a la luz de la inmanencia e historización modernas.
Entre los discípulos más reputados de Herrmann hay que contar a Adolf von Harnack (1851-1930). Harnack es muy conocido por su inmensa obra Lehrbuch der Dogmengeschichte (3 Vols. 1886–1890), en que caracterizó el dogma como la manifestación de la helenización del cristianismo. La esencia del cristianismo (título de otra de sus obras: Das Wesen des Christentum) consiste entonces en la simplicidad del evangelio de Jesús de Nazaret; la simplicidad del mensaje moral de Jesús que no constituye ningún peligro para la conciencia del hombre moderno. El 'reino de Dios' es la conciencia religiosa y la convicción del valor del alma humana. La tarea de los hijos del amante Dios padre es hacer su voluntad. De ahí se derivan para Harnack responsabilidades morales y cívicas que le competen exclusivamente a la comunidad cristiana. Esta es la incipiente concepción de un cristianismo cultural (Kulturprotestantismus) que Harnack ayudó a forjar y que estuvo en boga en el cambio del siglo XIX al siglo XX.

### La escuela de la historia de la religión
A la Escuela de la historia de la religión (Religionsgeschichtliche Schule) pertenecieron investigadores como Hermann Gunkel (1862-1932), Wilhelm Bousset (1865-1920), Wilhelm Heitmüller (1869-1926), Johannes Weiß (1863-1914) y, hasta cierto punto, también Ernst Troeltsch (1865-1923) y Albert Schweitzer (1875-1965). Su propósito fue contextualizar los textos bíblicos a partir de su mundo circundante (Umwelt) pero precisamente con un fin positivo: el no perder la originalidad y particularidad irreductibles del mensaje neotestamentario. Desde el punto de vista de esta escuela, la investigación sobre el mito debe verse con cierto recelo porque no resaltó suficientemente la particularidad (Eigentümlichkeit) del mensaje cristiano.

### Troeltsch, Rothe, Schweitzer
En un sentido amplio, Ernst Troeltsch y Albert Schweitzer deben ser considerados dentro del espectro de la Escuela de la historia de la religión, mientras que Richard Rothe (1789-1867) ha seguido la dirección iniciada por Ritschl, a pesar de toda independencia. Ernst Troeltsch (1865-1923) ha opinado que, por razones históricas ampliamente fundamentadas, debe negarse el 'carácter absoluto' del cristianismo (Absolutheit des Christentums). En concordancia con Troeltsch, la modernidad no principia con la reforma protestante, sino que en primerísimo lugar con la ilustración. Por lo general, Troeltsch se adscribe a las usuales posturas de la teología liberal: una comprensión del reino de Dios a partir del 'más acá' (diesseitig), la subjetividad de la fe, etc. Sin embargo, se ha vuelto cada vez más pesimista respecto a las posibilidades de que la ética pudiera aún tener efectos en la historia. Troeltsch ha subrayado posteriormente la personalidad cristiana y ha permanecido fiel a la imagen del cristianismo subjetivista: «Lo que queda - y este es el resultado más amplio - es el reino de Dios, que es interno a nosotros» (inwendig in uns).
Albert Schweitzer (1875-1965) ha de ser considerado tanto dentro de la teología liberal en un sentido amplio, como de la Escuela de la historia de la religión, pero ello porque con su obra Geschichte der Leben Jesu Forschung (1906) ha contribuido a diagnosticar la crisis del movimiento. Schweitzer incluso ha desconstruido la imagen de Jesús forjada dentro de los círculos de la teología liberal. Para Schweitzer, Jesús no es ningún maestro de sabiduría humana, del que pudieran derivarse algunas enseñanzas prácticas valiosas para las sociedades modernas - como parecía ser el requerimiento del Kulturprotestantismus. Se trataba, más bien, de un profeta apocalíptico. En efecto, el cristianismo primitivo se caracteriza por la esperanza de una pronta venida del reino de Dios. De esta forma, queda cuestionado el supuesto de la teología liberal según el cual el reino de Dios no es más que una cuestión interna y subjetiva.
No fueron ni Ritschl y sus discípulos, ni los autores pertenecientes a la Escuela de la historia de la religión quienes se llamaron a sí mismos 'teólogos liberales'. Esta designación les fue impuesta desde los conventículos conservadores y ortodoxos anteriores a la Primera Guerra Mundial. Contra estos, se agruparon los teólogos liberales en la 'Liga protestante alemana' (Deutsche Protestantenverein) para contrarrestar la influencia de la ortodoxia luterana y del estado restaurativo, afirmando a contrapelo la coincidencia entre el liberalismo eclesial y el político.

## Contribuciones histórico-exegéticas

### Exégesis bíblica
La exégesis y la crítica bíblica son dos pilares fundamentales de la teología liberal. La exégesis, como interpretación crítica de los textos veterotestamentarios y neotestamentarios, ya había sido una contribución del espíritu humanista de la reforma protestante, y exigía - en contraposición con el afán dogmatizante del catolicismo que pretendía simplemente partir del texto latino de la Vulgata - que toda interpretación de los textos bíblicos debía comenzar por una familiarización del intérprete con los idiomas originales en que fueron escritos los textos. Esto, desde luego, con el fin de evitar anfibologías innecesarias y faltas de comprensión básicas fácilmente superables mediante el dominio de dichas lenguas (en el caso de los textos bíblicos, se trata del hebreo, del arameo y del griego koiné) y del contexto lingüístico que dicho dominio aportaría. En el caso de la teología liberal, se trataba de sacar provecho de los avances de ciertas ciencias (la historia, la filología y la lingüística, principalmente) y de los aportes de la filosofía moderna para interpretar los textos bíblicos, es decir, no había ningún método de interpretación exclusivamente "cristiano". Los textos antiguos de la Biblia debían consiguientemente ser interpretados de la misma forma y con los mismos insumos investigativos que se utilizan para interpretar otros vetustos textos de la Antigüedad. No habría, de esta forma, una diferencia formal para interpretar e investigar textos homéricos, por ejemplo, y textos bíblicos.
Las consecuencias de la crítica filológica e histórica aplicada a la investigación de los textos bíblicos dio como consecuencia la postulación de novedosas teorías respecto de la autoría de los libros del Antiguo Testamento y del Nuevo Testamento, los cuales se habían mantenido como documentos intocados pertenecientes al canon de escritos pretendidamente inspirados. De estas teorías, las más conocidas son dos: (1) La hipótesis documental, propuesta por Julius Wellhausen, que hacía trizas la suposición de la autoría de Moisés del Pentateuco. El Pentateuco o la Torá (a saber, Génesis, Éxodo, Levítico, Números y Deuteronomio), sería el producto de una combinación de documentos que provienen de cuatro fuentes diferentes: la tradición yahvista, la tradición elohísta, la tradición deuteronómica y la tradición sacerdotal (para más información, cf. Hipótesis documental). Y (2) la teoría de las formas, que investigaba el texto bíblico a partir de su correspondiente género literario y que, de la misma forma, desperdigaba los textos a partir de una serie de perícopas que serían más originarias que otras. Los textos bíblicos son un producto, una plasmación escrita de formas orales anteriores, las cuales no proceden todas necesariamente de la misma tradición. En el desarrollo de la teoría de las formas, fueron importantes investigadores Rudolf Bultmann y Martin Dibelius.

### La búsqueda del Jesús histórico
En cualquier caso, estas investigaciones enriquecieron grandemente el acervo del conocimiento bíblico, pero condujeron a consecuencias negativas para la fe cristiana aún aferrada a creencias premodernas. La consecuencia más sentida fue quizá la que aportó el proyecto de investigación del Jesús histórico: la denominada búsqueda del Jesús histórico (Leben-Jesu-Forschung). Dicho proyecto encuentra sus inicios en la ilustración, en personajes como Hermann Samuel Reimarus y su discípulo Gotthold Ephraim Lessing. A decir verdad, si bien el proyecto inicia con las suposiciones de Reimarus que cuestionan la verdad histórica de lo que dicen los evangelios de Jesús de Nazaret, se extiende hasta bien entrado el siglo XX. Se trataba de optar por métodos creíbles, esto es, básicamente científicos para reconstruir la verdadera vida de Jesús y, consecuentemente, desconfiar de los escritos bíblicos que - se suponía -, no solo habían sido puestos en cuestión por teorías como la documental y la de las formas, sino que no admitían credibilidad por su carácter sesgado. Es decir, de los textos bíblicos no se puede decir que se trate de documentos estrictamente históricos, sino que obedecen a la intención de promover un cierto mensaje religioso. Tal como Albert Schweitzer definió la búsqueda del Jesús histórico, el proyecto puede comprender la transición que abarca desde Reimarus en el siglo XVIII y que llega hasta los aportes de William Wrede en el siglo XIX.
La progresión argumentativa suele dividirse en etapas y es bastante compleja, pero puede reseñarse como sigue: Reimarus escribió un tratado rechazando los milagros como historias inventadas y no creíbles. Lessing publicó los fragmentos de Reimarus. La biografía de Jesús llevada a cabo por Strauß, puso en curso la crítica bíblica de los evangelios en su acepción moderna. Esto, puesto que Strauß explicó los eventos sobrenaturales y milagrosos de los evangelios como hechos naturales que fueron malentendidos por los testigos. Ernest Renan fue el primer escritor que tuvo el coraje de representar a Jesús como un personaje meramente humano. Albrecht Ritschl mantuvo reservas en cuanto al proyecto, pero sus aportes constituyen un punto central de toda la teología liberal. Martin Kähler protestó al respecto, argumentando que el verdadero Cristo es aquel de quien se habla en toda la Biblia y no una hipótesis histórica. William Wrede cuestionó la fidelidad histórica del evangelio de Marcos. Albert Schweitzer demostró cómo todas las biografías de Jesús eran explicaciones sesgadas, pues no era extraño encontrar un Jesús romántico o un Jesús kantiano, incluso uno hegeliano. Y por último, cabría recordar que la teología dialéctica de Karl Barth, Rudolf Bultmann y Friedrich Gogarten repudió el optimismo epistemológico de la teología liberal y la desfiguración de la fe cristiana que tuvo lugar durante todo el período de su dominio. Conclusiones que parecen retrotraerse de alguna forma a los pensamientos de Franz Overbeck, quien, como su amigo Nietzsche, también desconfiaba de la falta de sesgos de la empresa científica y del optimismo del esclarecimiento.

## Crisis y agotamiento de la teología liberal
Ya en las obras de Troeltsch y de Schweitzer se había anunciado la crisis de la teología liberal. Pero hubo incluso críticas más tempranas; críticas que podrían llamarse intempestivas como las de Overbeck, Strauß y Jakob Burckhardt, tanto como las críticas de espíritus radicales como Bruno Bauer (1809-1882).
Desde el punto de vista de la historia del siglo XX, las consecuencias de la Primera Guerra Mundial fueron fatales para la teología liberal, sobre todo por sus presupuestos optimistas apegados a la idea del progreso de la humanidad. El optimismo y la creencia en el progreso se mostraron materialmente como insostenibles.
En el siglo XX, la teología liberal fue devastadoramente criticada desde la teología dialéctica, denominada también neoortodoxia, llevada a cabo especialmente (y con matices que deberían distinguirse claramente) por Karl Barth, Rudolf Bultmann y Friedrich Gogarten.
Aunque es cierto que en la actualidad esta corriente no tiene mucho seguimiento por parte de la mayoría de los cristianos, el avance de la secularización del mundo occidental pone como oportunidad redescubrir la teología liberal como una forma de tener una visión del cristianismo distinta a la del fundamentalismo cristiano que avanza en varios países, principalmente de África y América Latina.

## Personas destacadas

### Teólogos liberales
- Johann Salomo Semler (1725–1791) (Crítica del canon bíblico)
- Raymund Dapp (1744–1819)
- Elias Hicks (1748–1830)
- Friedrich Schleiermacher (1768–1834) (Teología de la experiencia)
- Ferdinand Christian Baur (1782–1860) (Escuela de Tubinga)
- David Friedrich Strauss (1808–1874) (Escuela de Tubinga)
- Alois Emanuel Biedermann (1819–1885)
- Albrecht Ritschl (1822–1889)
- Wilhelm Herrmann (1846–1922)
- Adolf von Harnack (1851–1930)
- Heinrich Lang (1826–1876)
- Ernst Friedrich Langhans (1829–1880)
- Ernst Troeltsch (1865–1923)
- Albert Schweitzer (1875–1965)
- Pierre Teilhard de Chardin (1881-1955)
- Paul Tillich (1886–1965)
- Fritz Buri (1907–1995)
- John A. T. Robinson (1919–1983)
- Hans Küng (1928-2021)
- John Shelby Spong (nacido en 1931)
- Wilhelm Gräb (nacido en 1948)
- Jörg Lauster (nacido en 1966)

### Críticos de la teología liberal
- Karl Barth
- Rudolf Bultmann (1884–1976)
- William Lane Craig
- Wolfhart Pannenberg
- Thomas C. Oden
- James Innell Packer
- Francis Schaeffer
- Cornelius Van Til
- Benjamin Breckinridge Warfield
- Maurice Arthur Ponsonby Wood
- Nicholas Thomas Wright